# Лакон (коммуна)
Лако́н (фр. Lacaune, окс. La Cauna) — коммуна во Франции, находится в регионе Юг — Пиренеи. Департамент — Тарн. Административный центр кантона От-Тер-д’Ок. Округ коммуны — Кастр.
Код INSEE коммуны — 81124.

## География

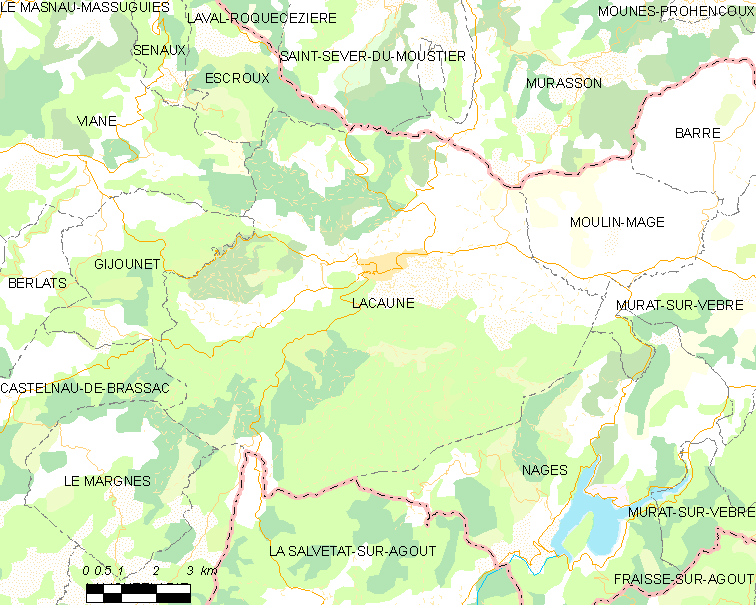
Карта коммуны

Коммуна расположена приблизительно в 580 км к югу от Парижа, в 105 км восточнее Тулузы, в 55 км к юго-востоку от Альби.
По территории коммуны протекает река Жижу. Около половины территории коммуны занимают леса.

## Климат
Климат умеренно-океанический. Зима мягкая и дождливая, лето жаркое с частыми грозами. Ветры довольно редки.
| Показатель                                                                 | Янв. | Фев. | Март | Апр. | Май  | Июнь | Июль | Авг. | Сен. | Окт. | Нояб. | Дек. | Год   |
| -------------------------------------------------------------------------- | ---- | ---- | ---- | ---- | ---- | ---- | ---- | ---- | ---- | ---- | ----- | ---- | ----- |
| Средний суточный максимум, °C                                              | 10   | 11   | 16   | 18   | 22   | 26   | 28   | 29   | 24   | 20   | 13    | 10   | 18,9  |
| Средняя температура, °C                                                    | 6    | 6,5  | 10   | 12   | 16,5 | 20   | 22   | 22,5 | 18   | 15   | 9     | 6,5  | 13,6  |
| Средний суточный минимум, °C                                               | 2    | 2    | 4    | 6    | 11   | 14   | 16   | 16   | 12   | 10   | 5     | 3    | 8,4   |
| Норма осадков, мм                                                          | 58   | 38,2 | 38,5 | 64,2 | 70,2 | 51   | 30,4 | 45,3 | 69,9 | 61,8 | 60,5  | 61,8 | 649,8 |
| Источник: Le climat à Lacaune (en °C et mm, moyennes mensuelles) Météo msn |      |      |      |      |      |      |      |      |      |      |       |      |       |

## Население
Население коммуны на 2010 год составляло 2603 человека.
| 1962 | 1968 | 1975 | 1982 | 1990 | 1999 | 2010 |
| ---- | ---- | ---- | ---- | ---- | ---- | ---- |
| 2849 | 3184 | 3260 | 3231 | 3089 | 2920 | 2603 |

## Администрация
| Период | Период | Фамилия          | Партия                    | Примечания               |
| ------ | ------ | ---------------- | ------------------------- | ------------------------ |
| 1983   | 1989   | Жан Кала         |                           |                          |
| 1989   | 1995   | Элизабет Руссель |                           |                          |
| 1995   | 2014   | Андре Каброль    | Союз за народное движение | член генерального совета |
| 2014   | 2020   | Робер Буске      | Разные правые             |                          |

## Экономика
В 2007 году среди 1728 человек в трудоспособном возрасте (15—64 лет) 1288 были экономически активными, 440 — неактивными (показатель активности — 74,5 %, в 1999 году было 73,4 %). Из 1288 активных работали 1194 человека (643 мужчины и 551 женщина), безработных было 94 (41 мужчина и 53 женщины). Среди 440 неактивных 103 человека были учениками или студентами, 169 — пенсионерами, 168 были неактивными по другим причинам.

## Достопримечательности
- Замок Кальмель (XV век). Исторический памятник с 1927 года.[4]
- Силосная башня (XIX век). Исторический памятник с 2007 года.[5]
- Фонтан (XVI век). Исторический памятник с 1913 года.[6]
- Прядильная фабрика Рамон (1842 год). Исторический памятник с 1994 года.[7]
- Менгир Перо-Лебадо (эпоха неолита). Исторический памятник с 1883 года.[8]

## Фотогалерея

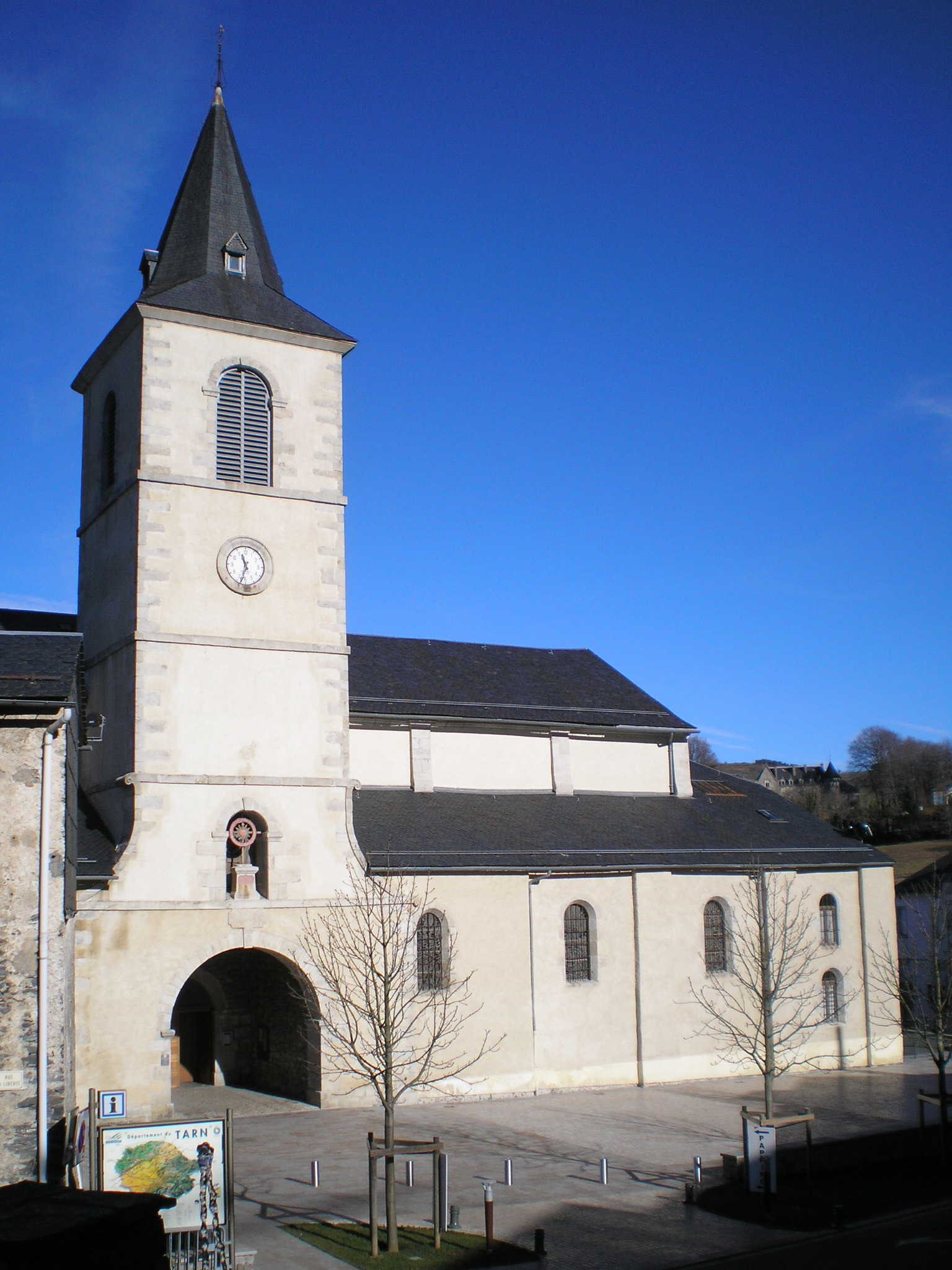
Церковь Нотр-Дам
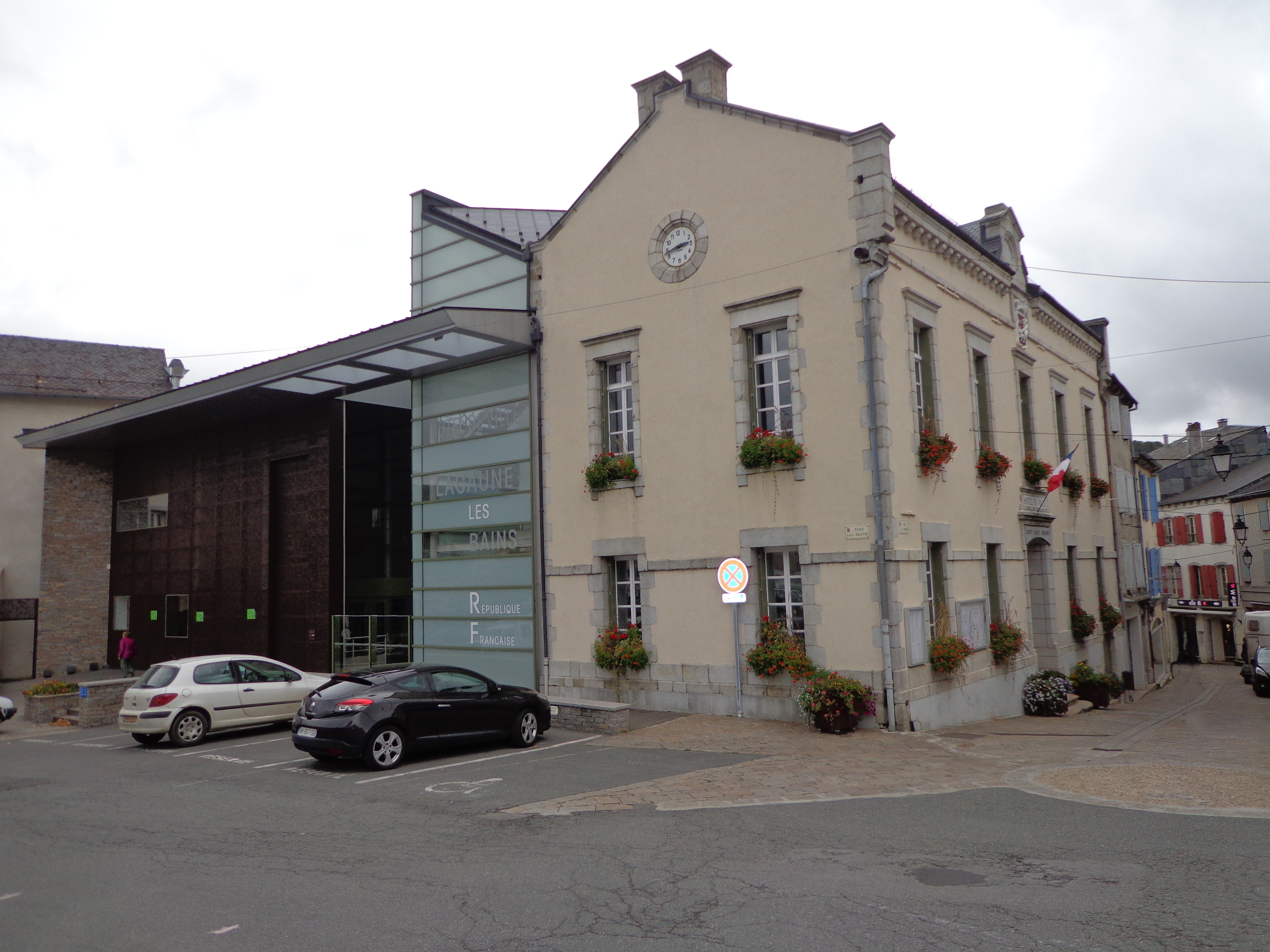
Мэрия
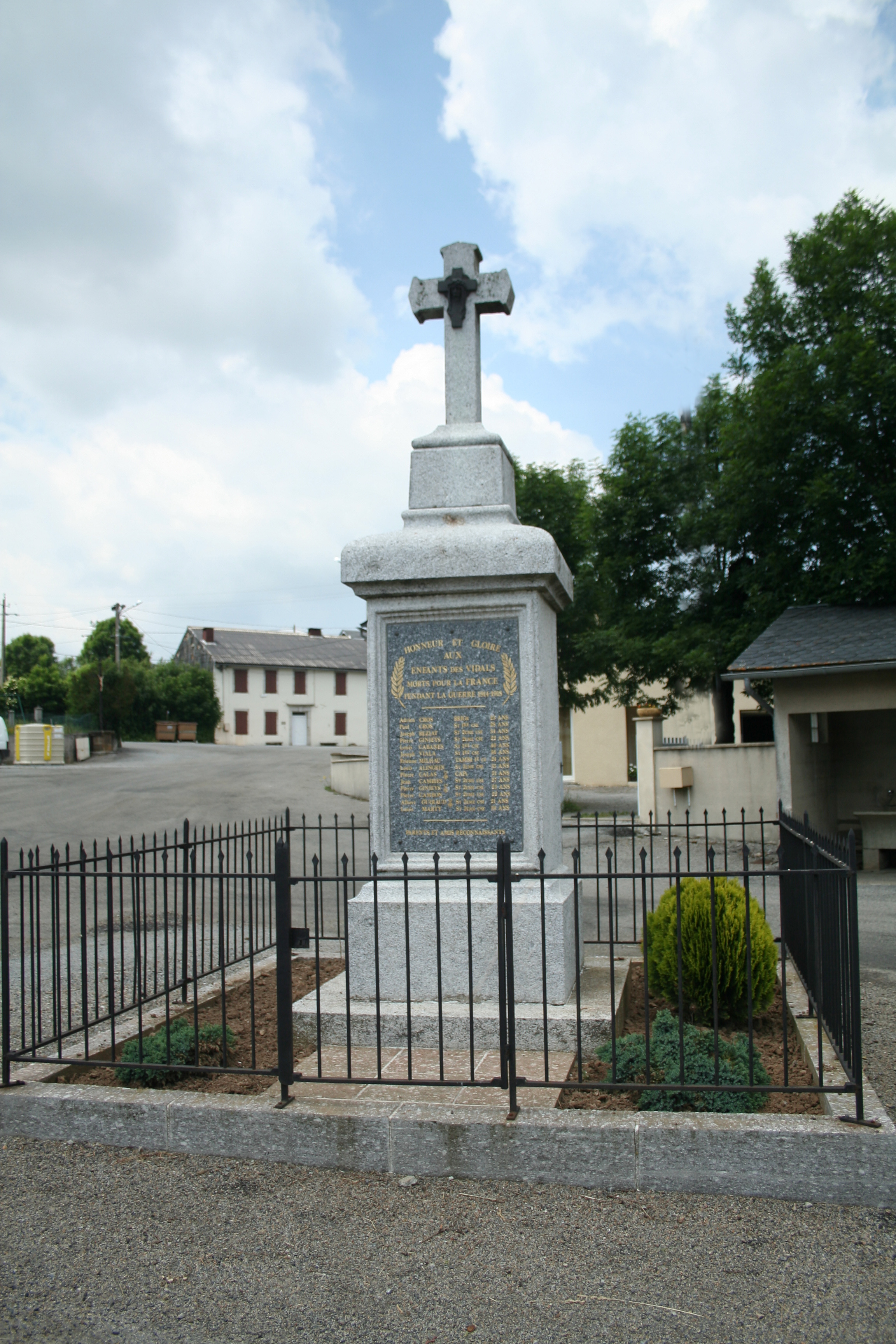
Военный мемориал
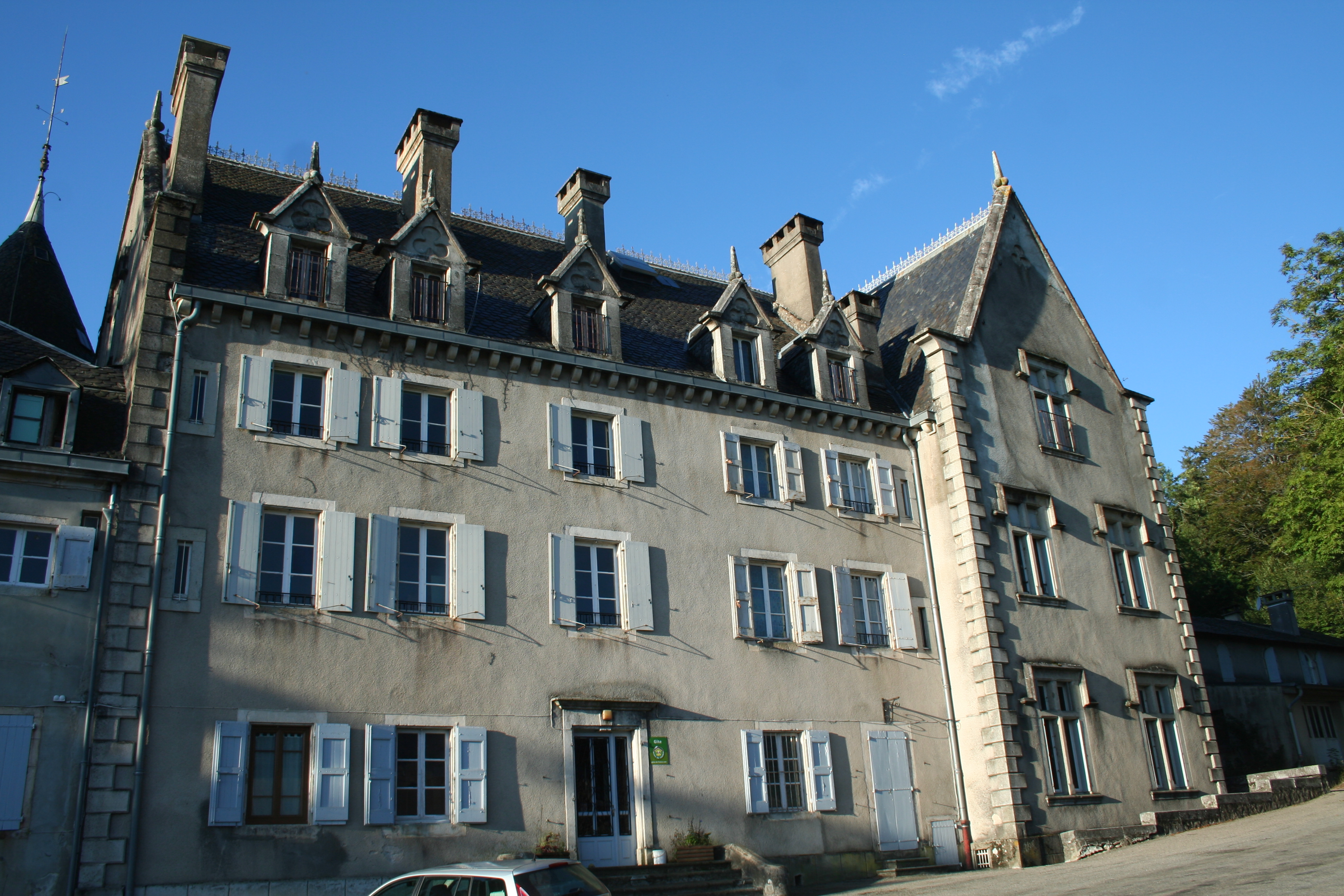
Замок Кальмель
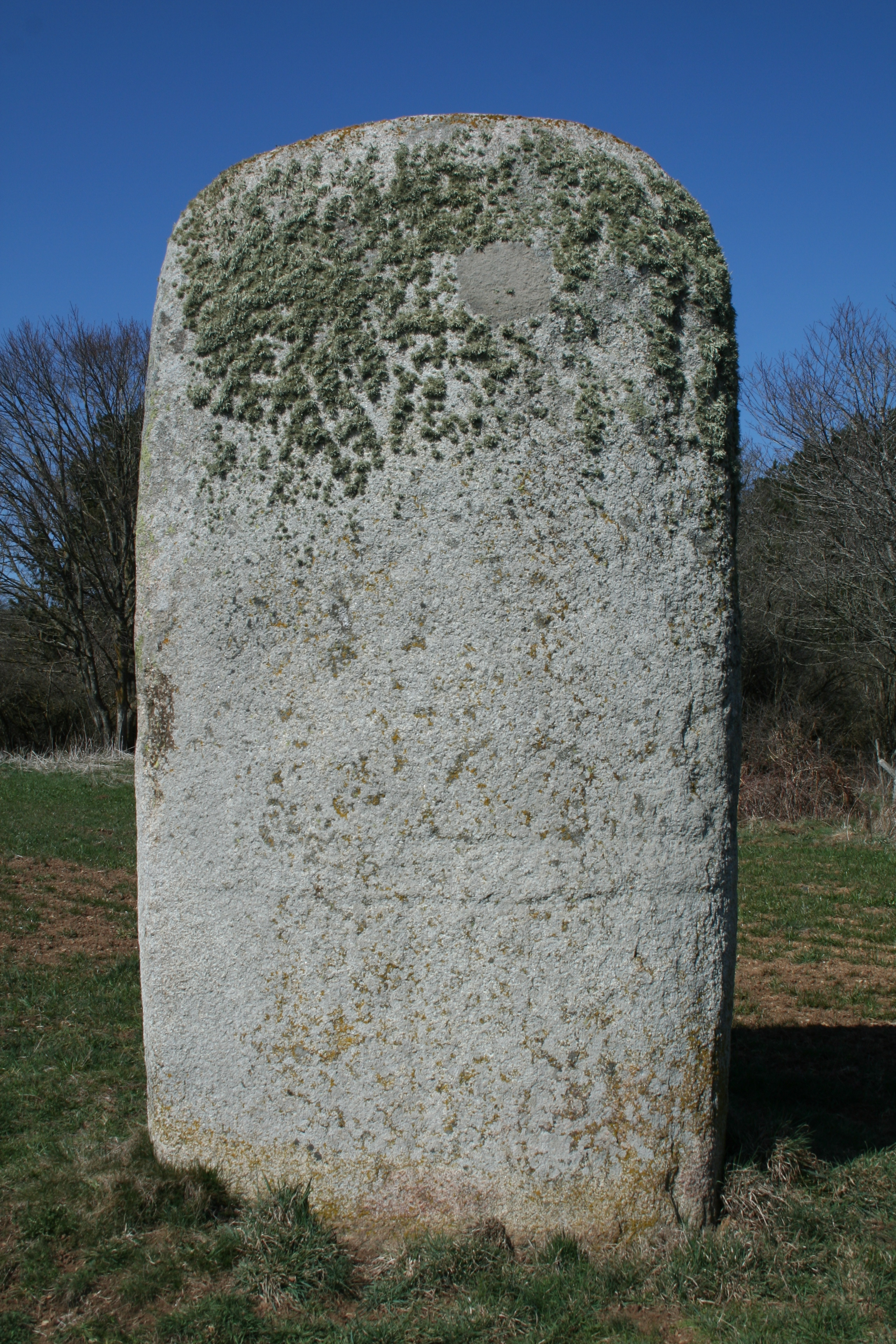
Менгир Перо-Лебадо
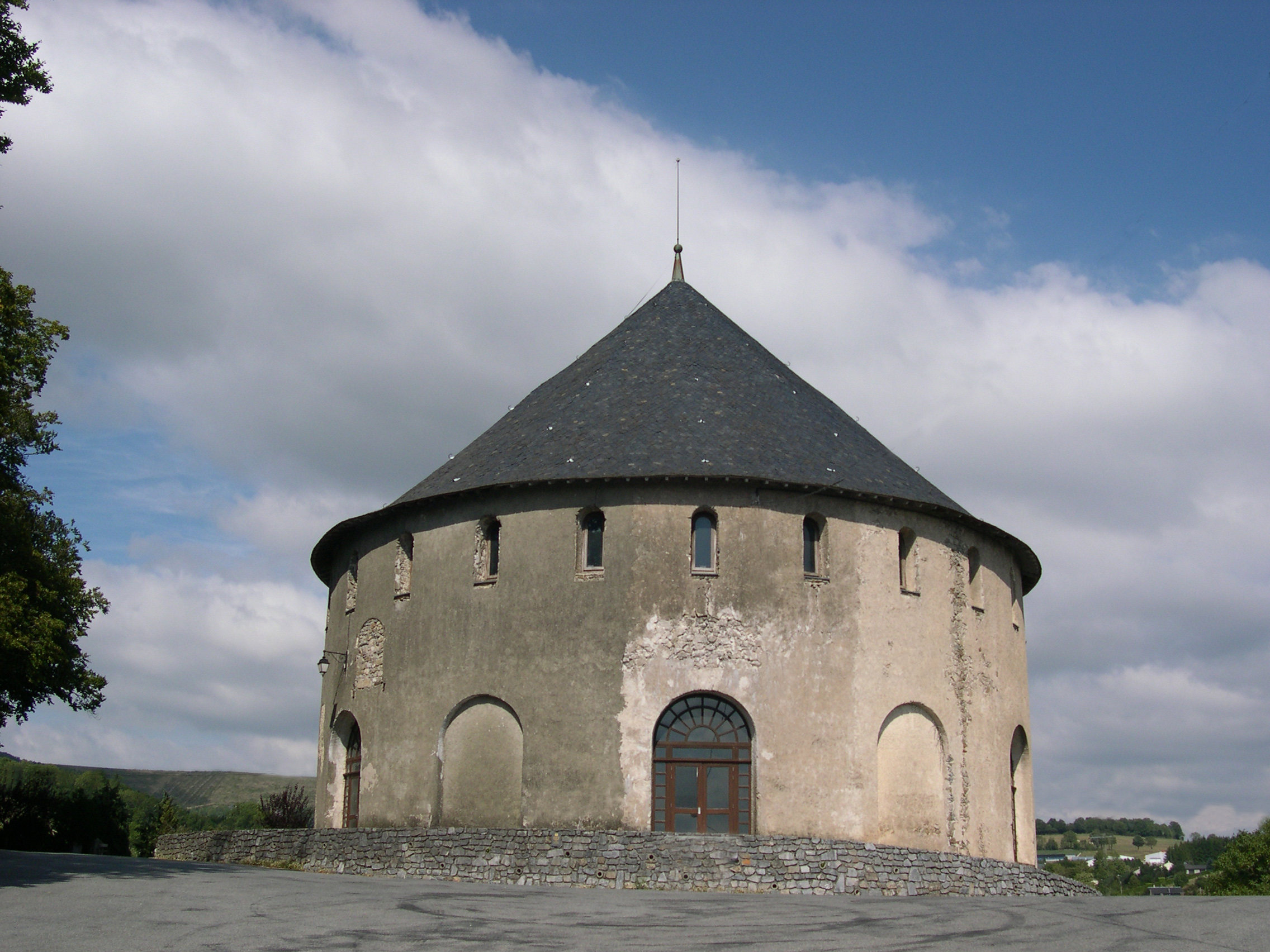
Силосная башня
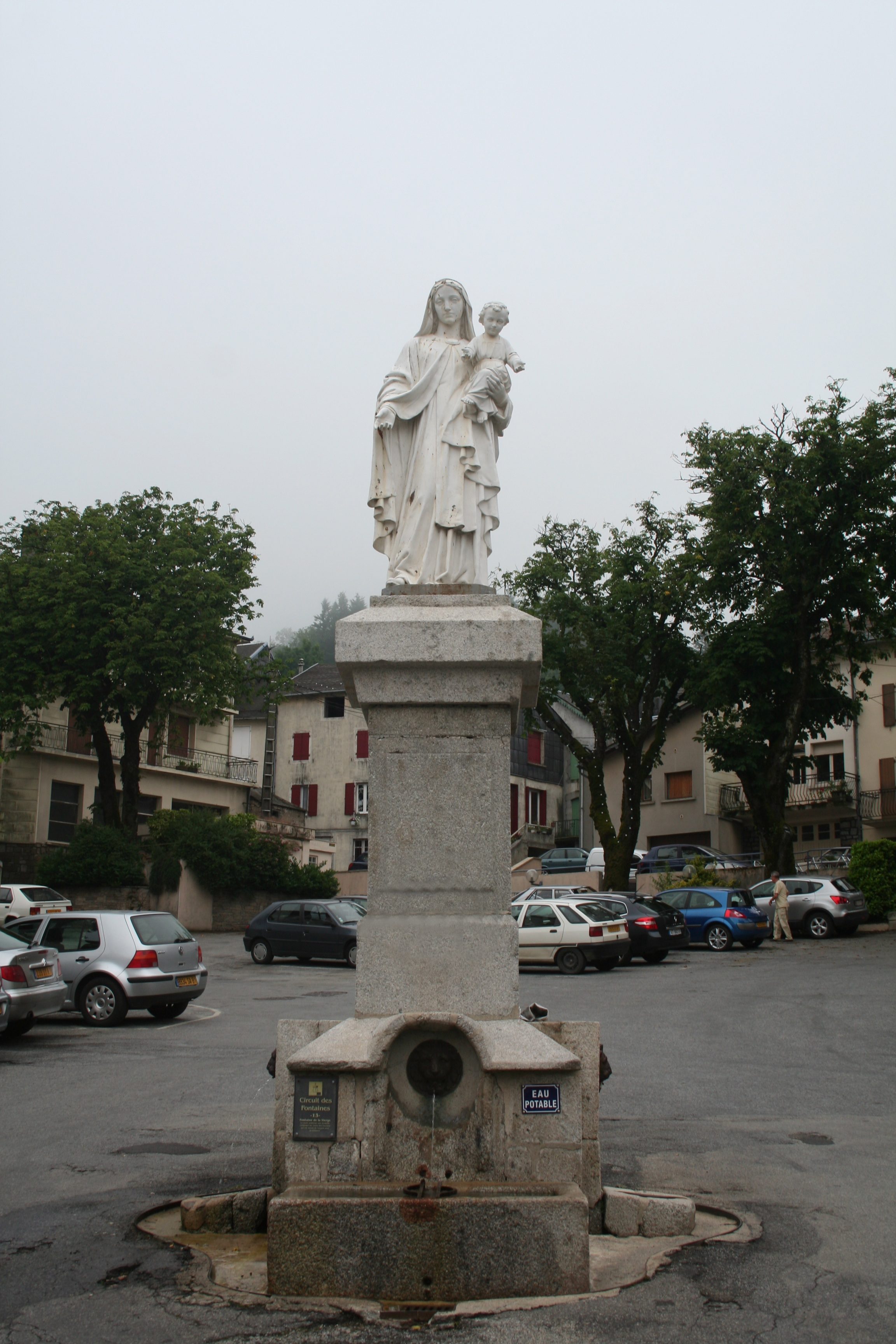
Статуя Девы Марии

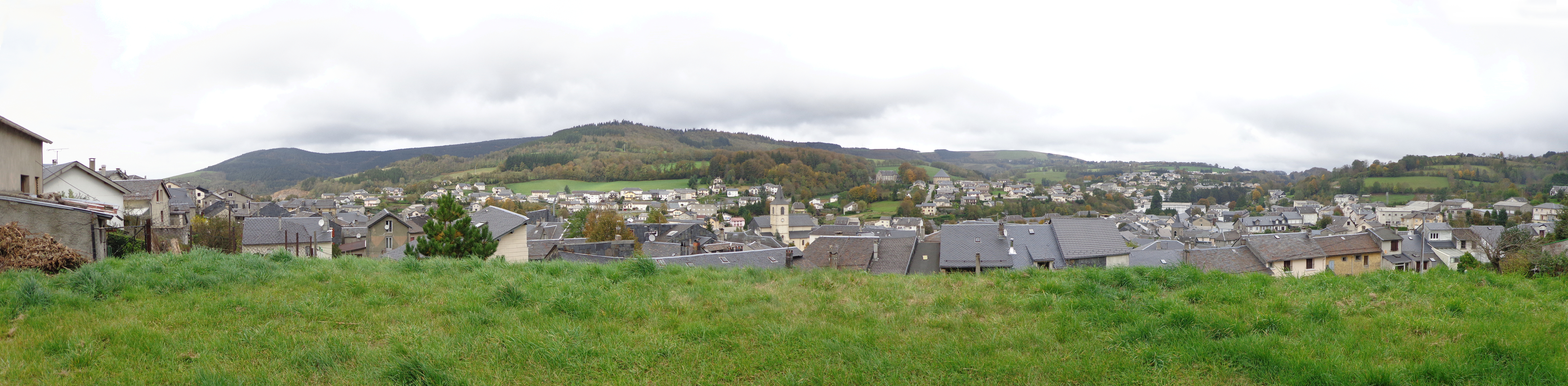
Лакон (панорама)